# Баликлеър
Баликлѐър (на английски: Ballyclare; на ирландски: Bealach Cláir) е град в източната част на Северна Ирландия. Разположен е в район Нютаунаби на графство Антрим на около 20 km северно от столицата Белфаст. Имал е жп гара от 24 август 1878 г. до 3 юли 1950 г. Населението му е 10 200 жители, по приблизителна оценка от 30 юни 2017 г.